# Lac Saint-Augustin
Le lac Saint-Augustin est un lac situé à Saint-Augustin-de-Desmaures, près de la ville de Québec, au Québec. Long d'environ 2,2 kilomètres et large de 300 mètres, il a la particularité de se trouver à moins d'un kilomètre du fleuve Saint-Laurent. L'autoroute 40 passe à proximité du lac.

## Attraits

### Hydroaérodrome de Québec-Lac Saint-Augustin
L'hydroaérodrome de Québec-Lac Saint-Augustin (identifié « CSN8 » par Transport Canada) utilise le lac pour faire atterrir des hydravions.

## Hommages toponymiques
- La rue Pierre-Drolet portait, auparavant le toponyme de chemin du Lac Saint-Augustin-Nord entre 1909 et 1986 dans l'ancienne ville de Sainte-Foy.
- La rue de l'Hétrière portait, auparavant le toponyme de chemin du Lac Saint-Augustin Sud entre 1909 et 1975 dans l'ancienne ville de Sainte-Foy.